# Heinrich Graf Luckner
Heinrich Graf Luckner (vollständiger Name Magnus Heinrich-Alexander Graf von Luckner; * 12. März 1891 in Kolberg; † 15. August 1970 in München) war ein deutscher Maler und Graphiker.

## Leben
Heinrich Graf Luckner war ein Sohn von Julius Ludwig Ferdinand Nikolaus Graf Luckner und Anna Sophie Magdalene von Kameke. Sein Vater verstarb bereits 1893, sein Onkel war Felix Graf von Luckner, der „Seeteufel“. Er ging in Stargard und Lauenburg zur Schule und wurde 1909 Leutnant.
Er studierte ab 1919 bei Fritz Pfuhle in Danzig und später bei Julius Meier-Graefe an der Dresdener Akademie. Als Meisterschüler von Ludwig von Hofmann beendete er 1922 sein Studium und ging nach Berlin, wo Carl Nicolai die erste – und sehr erfolgreiche – Ausstellung Luckners veranstaltete. Luckner war anfangs vor allem als freischaffender Buchillustrator und Pressezeichner tätig. Zwischen 1924 und 1929 reiste er nach Italien, Frankreich und England. Er stellte in London, Köln, Danzig, Essen, Duisburg und Berlin aus, auch 1926 in der Aquarell-Ausstellung der Berliner Sezession. 
In der Zeit des Nationalsozialismus war Luckner obligatorisch Mitglied der Reichskammer der bildenden Künste und er nahm an großen Ausstellungen teil. Einige seiner Gemälde wurden von den Nationalsozialisten als „entartet“ eingestuft, darunter auch ein Porträt von Max Pechstein. 1937 wurden im Rahmen der deutschlandweiten konzertierten Aktion „Entartete Kunst“ aus öffentlichen Sammlungen zwei seiner Arbeiten beschlagnahmt.
Nach 1933 arbeitete er meistens außerhalb Berlins, insbesondere in Pommern, wo er die Kirchenfenster von Stojentin entwarf, z. B. das Fenster „Kreuztragung“. Während des Zweiten Weltkrieges leistete Luckner erneut Kriegsdienst, zuletzt als Major. 1942 wurde er für ein halbes Jahr zu einem Arbeitsbesuch als Studiengast der Villa Massimo in Rom beurlaubt. Luckners offensichtlich gute Beziehungen zu anerkannten NS-Künstlern wie Arno Breker oder der Bildhauerin Dagmar Gräfin zu Dohna (1907–1995). Diese schufen Porträtbüsten von ihm und seiner Frau Ingeborg. Seine Beziehungen ermöglichten ihm auch, kurzfristige Frontbeurlaubungen für seinen Freund, den Bildhauer Hermann Blumenthal zu erwirken.
Nach dem Krieg gründete Luckner die lithographische Anstalt Sasso-Presse, die bis 1949 bestand. In dieser Zeit fokussierte er sich auf Themen aus dem antiken Griechenland. 1949 bekam er einen Ruf als Professor für Pädagogik an der Hochschule der bildenden Künste in Berlin, zu seinen Studenten gehörte u. a. der Maler und Graphiker Ernst Marow. Heinrich Graf Luckner trat auch dem wieder neugegründeten Deutschen Künstlerbund 1950 bei, auf dessen erster Ausstellung in Berlin zeigte er die Ölgemälde Lots Töchter und Liebespaar (beide 1951). Nach seiner Emeritierung im Jahre 1957 unternahm er Studienreisen nach Italien und Westeuropa. 1956 wurde er zum ordentlichen Mitglied der Akademie der Künste in Berlin, Abteilung Bildende Kunst, gewählt. Er war außerdem Ehrenmitglied des Berufsverbandes „Bildende Künstler Berlins“. 1961 zog er nach München um. Von 1950 bis 1970 entwickelte sich Luckner zu einem der großen Porträtisten: Er malte unter anderem Ernst Reuter, Theodor Heuß, Mary Wigman und den Cappenberger Schlossbesitzer Carl-Albrecht Graf von Kanitz. Er nahm an Ausstellungen in Kassel, Fulda, München, Darmstadt, Rheine, Nordhorn und Berlin teil. Als ordentliches Mitglied des DKB war er auch auf weiteren großen Jahresausstellungen bis 1958 vertreten.
In erster Ehe heiratete er Charlotte Lier und in zweiter Ehe am 27. September 1934 in Berlin Ingeborg Ungerer.

## 1937 als „entartet“ aus öffentlichen Sammlungen nachweislich beschlagnahmte Werke
- Flusslandschaft (Tafelbild; Staatliche Gemäldegalerie Dresden; vernichtet)
- Sankt Georg (Radierung, 22,6 × 16,6 cm; als Blatt 7 der Mappe „2. Jahresgabe des Kreises graphischer Künstler und Sammler“[7]; Verlag Arndt Beyer, Leipzig, 1922; Städelsches Kunstinstitut; Verbleib unbekannt)[8]

## Ausstellungen (unvollständig)
- 1935: München, Neue Pinakothek („Berliner Kunst“)
- 1936: Karlsruhe, Städtische Ausstellungshalle („Deutsche Wandmalerei der Gegenwart“)
- 1936: Berlin („Herbstausstellung des Vereins Berliner Künstler“)
- 1942: Berlin, Preußische Akademie der Künste („Herbstausstellung der Preußischen Akademie der Künste“)
- 1943: Berlin, Preußische Akademie der Künste („Frühjahrsausstellung der Preußischen Akademie der Künste“)

- 1945/1946: Berlin, vom Kulturbund zur Demokratischen Erneuerung Deutschlands veranstalteten Ausstellung Bildender Künstler[9]
- Heinrich Graf Luckner – ein Künstler und Schloss Cappenberg, 8. April bis 7. August 2022, Museum Schloss Cappenberg